# Heterodactyla hemprichii
Heterodactyla hemprichii is een zeeanemonensoort uit de familie Thalassianthidae. De anemoon komt uit het geslacht Heterodactyla. Heterodactyla hemprichii werd in 1834 voor het eerst wetenschappelijk beschreven door Ehrenberg. 